# Philip Pierre

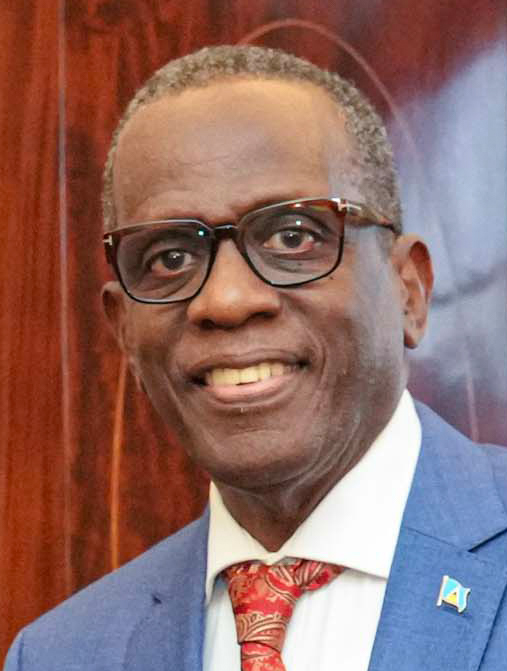
Philip Pierre (2025)

Philip Joseph Pierre (* 18. September 1954 in Castries) ist ein Politiker aus St. Lucia, der seit dem 28. Juli 2021 als Premierminister von St. Lucia amtiert. Seit dem 18. Juni 2016 ist er der Vorsitzende der Saint Lucia Labour Party. Er wurde 1997 erstmals für den Wahlkreis Castries-Ost in das House of Assembly gewählt.

## Leben
Pierres Mutter Evelyn war Lehrerin, sein Vater Auguste war Polizist. Er studierte am Saint Mary’s College und erwarb dann einen Bachelor  in Wirtschaftswissenschaften und einen Master of Business Administration an der University of the West Indies. Nach seinem Abschluss unterrichtete er am Saint Mary’s College und arbeitete in der Finanzbranche, unter anderem bei Coopers & Lybrand und Pannell Kerr Forster. Von 1985 bis 1994 war Pierre Direktor der National Research and Development Corporation und von 1990 bis 1997 Geschäftsführer seiner eigenen Unternehmensberatungsfirma Philip J. Pierre Business Services.
Pierre trat 1985 der Saint Lucia Labour Party (SLP) bei und war von 1986 bis 1992 Schatzmeister der Partei. Er kandidierte 1992 erfolglos für das House of Assembly. Nachdem er von 1992 bis 1996 Vorsitzender der SLP war, kandidierte Pierre 1997 erneut für einen Parlamentssitz und war diesmal erfolgreich. Als Kabinettsmitglied Pierre von 1997 bis 2000 Minister für Tourismus, Zivilluftfahrt und internationale Finanzdienstleistungen und von 2011 bis 2016 stellvertretender Ministerpräsident und Minister für Infrastruktur, Hafendienste und Verkehr unter Premier Kenneth Anthony.
Am 18. Juni 2016 wurde Pierre Vorsitzender der SLP als Nachfolger von Kenneth Anthony und wurde damit zum Oppositionsführer. Pierre führte die SLP bei den Parlamentswahlen 2021 an, bei denen die Partei die Mehrheit der Sitze gewann. Er wurde am 28. Juli 2021 als Premierminister von St. Lucia vereidigt.